# Анрио HD.3
Анрио HD.3 (фр. Hanriot HD.3) је тешки ловац направљен у Француској. Авион је први пут полетео 1917. године. 

Највећа брзина авиона при хоризонталном лету је износила 192 km/h.
Распон крила авиона је био 9,00 метара, а дужина трупа 6,95 метара. Празан авион је имао масу од 760 килограма. Нормална полетна маса износила је око 1180 килограма. Био је наоружан са два фисна 7,7 мм митраљеза Вицкерс и два Луис на окретници.

## Наоружање
| Наоружање авиона: Анрио        |       |
| Ватрено (стрељачко) наоружање  |       |
| Топ                            |       |
| Митраљез                       |       |
| Број и ознака митраљеза        | 2 + 2 |
| Калибар                        | 7,7   |
| Бомбардерско наоружање (бомбе) |       |
| Ракетно наоружање (ракете)     |       |